# Attagis
Attagis är ett släkte i familjen frösnäppor inom ordningen vadarfåglar. Släktet omfattar endast två arter som båda förekommer i Sydamerika:
- Rostbukig frösnäppa (A. gayi)
- Vitbukig frösnäppa (A. malouinus)